# Mayer Hills
Die Mayer Hills sind überwiegend eisbedeckte Hügel an der Fallières-Küste des Grahamlands auf der Antarktischen Halbinsel. Mit Höhen von maximal etwa 900 m, steilen Abhängen an der Nordflanke und strukturlosen Gipfeln ragen sie südlich des Forster-Piedmont-Gletschers zwischen dem Prospect-Gletscher und Mount Leo auf.
Eine erste grobe Kartierung fand im Rahmen der British Graham Land Expedition (1934–1937) unter der Leitung des australischen Polarforschers John Rymill und nochmals 1958 durch den Falkland Islands Dependencies Survey statt. Das UK Antarctic Place-Names Committee benannte sie 1962 nach dem deutschen Physiker Johann Tobias Mayer (1723–1762), der eine Reihe von Mondtafeln zur Bestimmung des geographischen Längengrades entwarf, die 1775 von der Britischen Admiralität veröffentlicht wurden.